# Josef Schmirl
Josef Schmirl (* 9. Dezember 1897 in Steyrling; † 14. März 1938 in Linz) war ein österreichischer Polizist und Kriminalbeamter der Polizeidirektion Linz. Er war der erste Österreicher, der nach dem Anschluss Österreichs von der SS ermordet wurde.

## Leben und Beruf
Josef Schmirl wurde wie sein Vater Messerschmied. Nach dem Militärdienst in der kaiserlichen Armee wurde er im Jänner 1919 in die Bundesgendarmerie aufgenommen und absolvierte seinen Gendarmeriekurs in Ried im Innkreis. Von 1919 bis 1925 arbeitete er als Gendarm in Schärding, wo er Annemarie Kranebitter, die Tochter seines damaligen Vorgesetzten, kennen lernte und am 5. September 1921 heiratete. Als einziges Kind des Paares wurde im September 1928 die Tochter Anneliese in Linz geboren. 1928 wurde Schmirl zur Polizeidirektion Linz berufen, wo er als Kriminal-Oberinspektor und Chef des Personenschutzes nationalsozialistische Vergehen verfolgen musste. Als überzeugter Österreicher machte sich Schmirl wegen seiner Verfolgung der Nationalsozialisten bei diesen verhasst.

### Ermordung
Unmittelbar nach dem „Anschluss Österreichs“ an das Deutsche Reich wurde Schmirl am 13. März 1938 um 22 Uhr von Gestapo- und SA-Männern in seiner Wohnung verhaftet, ins Linzer Polizeigefängnis überstellt und kurz darauf erschossen. Offiziell beging Schmirl Selbstmord durch Erhängen. Sein Schwiegervater Adolf Kranebitter registrierte jedoch an dem am Linzer Barbarafriedhof aufgebahrten Leichnam die Ein- und Austrittswunde am Kopf seines Schwiegersohnes.
Kurz nach Schmirl wurden auch dessen Polizei-Kollege Ludwig Bernegger, der Direktor der Polizeidirektion Linz, Viktor Bentz und der Rieder Ehrenbürger und Namensgeber der Rieder Kaserne, General Wilhelm Zehner ermordet.
In seinem Dokumentarroman „Bitter“ (2014) über den Kriegsverbrecher Friedrich Kranebitter zeichnete der österreichische Schriftsteller Ludwig Laher die letzten Tage von Josef Schmirl, dem Schwager Kranebitters nach.
1977 wurde Schmirl posthum das Ehrenzeichen für Verdienste um die Befreiung Österreichs verliehen. Das auf dem Linzer Barbara-Friedhof befindliche Grab Schmirls wurde im Gedenkjahr 2018 als Ehrengrab des Landes Oberösterreich gewidmet.